# 半世紀 No.5
『半世紀 No.5』（はんせいきナンバーファイブ）は、日本のロックバンド、UNICORNの企画アルバム。2017年3月8日発売。発売元はキューンミュージック。

## 概要
メンバーの50歳を祝う記念ライブ「50祭」にて各公演ごとに書き下ろされたオリジナルテーマ曲を2曲ずつ5人分集めて収録した作品。完全生産限定盤 (アナログレコードEP盤5枚組+特典) と初回生産限定盤 (CD+DVD+特典) と通常盤 (CD) の3形態で発売されており、完全生産限定盤には、オリジナルスリップマットと50祭 復刻スタッフパスステッカーセット(5枚)が封入されている。初回生産限定盤には、未公開ミュージック・ビデオ3曲を含む全曲のミュージック・ビデオが収録されたDVDが収録されている。また、50祭 復刻スタッフパスステッカーセット(5枚)が封入されている。

## 収録曲
| 全編曲: UNICORN。 |                                               |                                        |                                                         |                                   |       |
| #                 | タイトル                                      | 作詞                                   | 作曲                                                    | ボーカル                          | 時間  |
| 1.                | 「半世紀少年」                                | 川西幸一、奥田民生                     | 川西幸一、ABEDON                                        | UNICORN                           | 4:45  |
| 2.                | 「川西五〇数え唄」                            | UNICORN                                | UNICORN                                                 | ABEDON、EBI、奥田民生、手島いさむ | 5:26  |
| 3.                | 「新甘えん坊将軍~21 st Century Schizoid Man」 | ABEDON、奥田民生、P.J.Sinfield         | ABEDON、奥田民生、R.Fripp M.R.Giles G.Lake I.R.McDonald | UNICORN                           | 2:52  |
| 4.                | 「ゴジュから男」                              | ABEDON、EBI、奥田民生、川西幸一        | 手島いさむ                                              | 手島いさむ                        | 4:13  |
| 5.                | 「ロック！クロック！オクロック！」            | ABEDON、EBI、川西幸一、手島いさむ      | ABEDON、EBI、川西幸一、手島いさむ                       | 奥田民生                          | 4:36  |
| 6.                | 「私はオジサンになった」                      | 奥田民生                               | 奥田民生                                                | 奥田民生                          | 3:53  |
| 7.                | 「TAIRYO」                                    | ABEDON、奥田民生、川西幸一、手島いさむ | ABEDON、奥田民生、川西幸一、手島いさむ                  | EBI                               | 3:53  |
| 8.                | 「VERTIGO」                                   | EBI                                    | EBI                                                     | EBI                               | 3:43  |
| 9.                | 「RAMBO N°5」                                 | 奥田民生、EBI、川西幸一、手島いさむ    | 奥田民生、EBI、川西幸一、手島いさむ                     | ABEDON                            | 4:07  |
| 10.               | 「50/50」                                     | ABEDON                                 | ABEDON                                                  | ABEDON                            | 4:07  |
| 合計時間:         | 合計時間:                                     | 合計時間:                              | 合計時間:                                               | 合計時間:                         | 42:43 |